# 野內站
野內站（日语：／ Nonai eki */?）是一個位於日本青森縣青森市，由青森鐵道（青い森鉄道）經營的青森鐵道線沿線車站，2011年因應青森縣立青森工業高等學校遷校，車站也跟隨由原來位置向青森方向遷移約1.6公里。

## 車站結構
現時使用中為第2代站舍，以簡易車站模式營運，原來路軌建於基堤上，但因讓新車站及月台有更穩妥的地基，工程期間將該段基堤改成為水泥基座，並且修整基堤兩側，再連接至向矢田前站方的鐵橋。一般時間本站為無人站，但在平日早上繁忙時間，會有由八戶臨海鐵道委託的職員駐守車站協助收票。

### 月台配置
設有側式月台2個，上、下行月台有各自的出入口，並設有升降機及樓梯進入月台範圍，有效長度為4輛。車站內月台間並不互通，必須返回地面後再轉往另一邊的月台入口。各月台在升降機旁均設有候車室，下行的候車室則放置了自動售票機，由候車室至車站出入口之間的月台也加設了上蓋。
| 月台 | 路線        | 方向 | 目的地             |
| ---- | ----------- | ---- | ------------------ |
| 1    | ■青森鐵道線 | 上行 | 淺蟲溫泉、八戶方向 |
| 2    | ■青森鐵道線 | 下行 | 青森方向           |

## 新站興建經過
早於2006年，青森市政府已打算在前東北本線沿線上新設2-3個通勤車站，其中位於野內地區是其中一個候選地點，以配合青森縣立青森工業高等學校新校址的搬遷，在考慮過程中，因發覺原來的野內站使用量十分低，平均每日乘車人數只有20多人，最後，決定採用遷站的方式，於青森縣道123號附近重置野內站，2010年2月19日向國土交通省申請移站工事許可，在得到國土省的批准後，同年6月2日正式動工。
此外，由於所屬路段將會因東北新幹線開通而會轉交由青森鐵路，惟青森鐵路當時的財政狀況，並不能負擔新車站的建造費，青森縣政府於2009年曾計算新車站需動用3億2500萬日圓，最終完工時，共花費了6億2000萬日圓，由日本政府、青森縣政府及青森市政府各負責3分之1的開支，並邀請經常負責鐵道設施建設的鐵建建設負責興建。

### 第一代站舍及車站

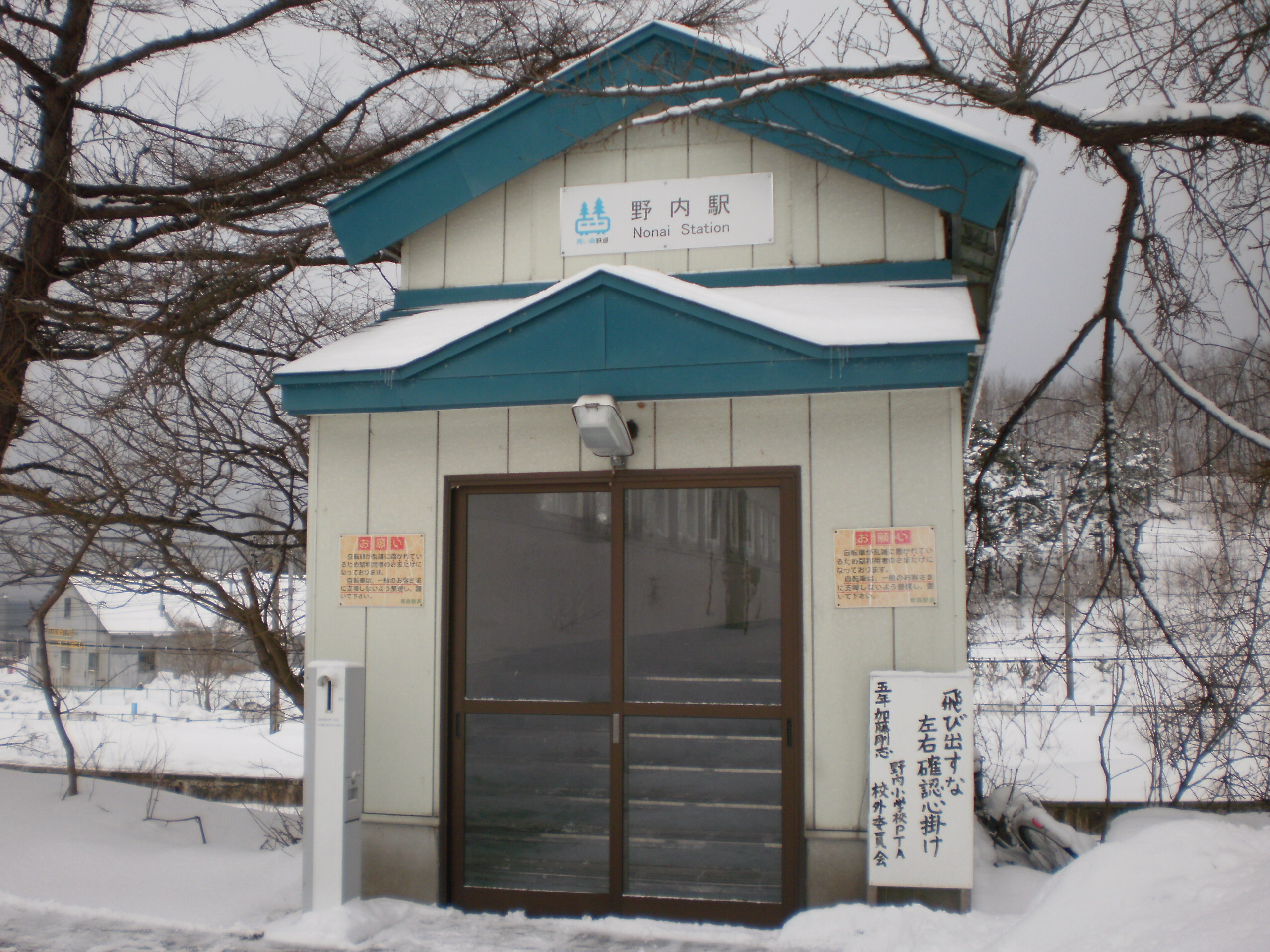
換上青森鐵路站牌，但只維持了3個多月的舊野內站入口，攝於2011年3月5日。

月台建於「浦島隧道」西南端出口附近，為1面2線島式月台，有效長度為8輛，並於月台中央位置設置了1座木製候車小屋，並設有短距離簡易式自動售票機。至於車站入口，則設於山坡上的青森縣道259號上，由青森市營巴士「野內」站（舊稱「野內站前」，現時「野內站前」乃指新站）下車後沿旁邊小徑至盡頭便可到達。嚴格來說，舊站入口並不算是「站舍」，因為進入後已是通往月台的架空有蓋行人天橋，接駁至山坡下的月台。同時因車站入口兩邊並沒有圍欄，為免不慎從山坡上滑下，正門旁邊有告示牌提醒使用者。
下行路軌旁設有貨運側線，是供過往附近一帶的礦場，把開採的礦石由山上運到車站後再送出，其後因礦場停產，有關配置亦棄用。遷站後，行人天橋、候車小屋及舊有車站標示牌均已拆去，但島式月台則仍然遺留在原址。

## 歷史
- 1893年7月16日：日本鐵道車站開業。
- 1907年11月1日：日本鐵道國有化，由日本國鐵繼承經營。
- 1983年2月1日：無人化。
- 1987年4月1日：國鐵分割民營化，本站由JR東日本繼承經營。
- 2010年：

- 2月19日：向國土交通省申請以遷站方式興建新站，獲批。
- 6月2日：正式動工。
- 12月4日：隨東北新幹線全線開業，本站由青森鐵道繼承經營。同日起加停快速列車。

- 2011年3月12日：第2代野內站開業，原第1代野內站停止使用。（原開幕式因前一天發生311地震而取消）

## 使用人數
《青森縣統計年鑑》及《青森市統計書》均沒有刊載有關本車站的使用量。但是由國土交通省「國土數值情報」所見，遷站後的客量明顯有很大的提昇。2022年度在全部青森鐵路車站中（不計算八戶站及青森兩站），本站是日均使用量排名中位處第6，乘降人數近年都在1000人左右上落。
以下為本站1日平均上下車人次：
| 乘降人員推算 | 乘降人員推算     |
| 年度         | 1日平均 乘降人次 |
| ------------ | ---------------- |
| 2011         | 578              |
| 2012         | 622              |
| 2013         | 691              |
| 2014         | 765              |
| 2015         | 995              |
| 2016         | 1,032            |
| 2017         | 1,054            |
| 2018         | 1,086            |
| 2019         | 1,064            |
| 2020         | 974              |
| 2021         | 1,052            |
| 2022         | 974              |

## 相鄰車站
青森鐵道
■青森鐵道線
■普通
淺蟲溫泉－野內－矢田前

### 曾經存在的路線
日本國有鐵道
東北本線（舊線）
野內－浪打

## 外部連結
- 青森鐵道野內站（页面存档备份，存于）（日語）
- JR東日本時代的野內站（舊站）。 （页面存档备份，存于）（日語）